# Rotha Lintorn-Orman
Vous lisez un « article de qualité » labellisé en 2024.
Pour les articles homonymes, voir Orman (homonymie).
Rotha Lintorn-Orman, née le 7 février 1895 (Kensington, Londres, Royaume-Uni) et morte le 10 mars 1935 (Las Palmas, Espagne), est une femme politique britannique, héroïne de guerre pendant la Première Guerre mondiale et fondatrice du premier parti fasciste britannique : les British Fascists.
Issue d'une famille de militaires, Rotha Lintorn-Orman rejoint à 14 ans le guidisme en tant que cheffe de troupes. Lors de la Première Guerre mondiale, elle se porte volontaire comme ambulancière, et est décorée en tant qu'héroïne de guerre en 1917 en Italie pour ses actes de bravoure.
Les expériences du front la traumatisent gravement et lui font craindre pour l'Empire britannique une insurrection communiste. Elle décide ainsi de créer le 6 mai 1923 les British Fascists pour protéger l'Empire de la « menace rouge ».
Le parti gagne très rapidement en popularité, mais les tensions internes dues à la personnalité chaotique de Lintorn-Orman, à l'absence de politiques réellement fascistes et à l'apparition d'un autre parti britannique fasciste, la British Union of Fascists, lui font perdre une importante quantité de membres.
Minée par la chute en popularité de son parti et refusant la fusion avec la British Union of Fascists, Rotha Lintorn-Orman sombre dans l'alcool et probablement dans les drogues. Sa santé se dégrade, et elle meurt en 1935 d'une maladie liée à l'alcoolisme.

## Biographie

### Jeunesse

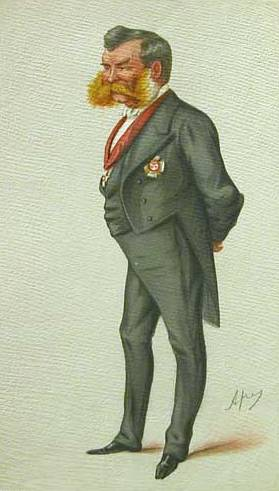
Le grand-père de Rotha Lintorn-Orman est l'ancien gouverneur de Malte John Lintorn Simmons.

Rotha Beryl Lintorn Lintorn-Orman naît le 7 février 1895 à Londres, dans le district de Kensington, au 36 du square Cornwall Gardens. Elle est issue d'une riche famille de militaires. Son grand-père maternel est le maréchal et ancien gouverneur de Malte John Lintorn Simmons. Sa mère, Blanche Lintorn-Orman, est l'une des fondatrices du guidisme et son père, le joueur de cricket Charles Orman.
Elle rejoint dès sa création en 1909, le guidisme et devient cheffe des groupes 1st Bournemouth Troop of Guides et 2nd Bournemouth Troop of Guides à l'âge de 14 ans. Elle est ainsi cheffe des deux seules troupes du scoutisme et du guidisme à avoir un patronage royal, ce dont elle est très fière.
Entre 1910 et 1917, elle et son amie Nesta Maude obtiennent pour la première fois de l'histoire du guidisme la médaille de Poisson d'Argent, la décoration la plus prestigieuse à cette époque.
En 1912, le nom de la famille Orman devient Lintorn-Orman.

### Implications pendant la Première Guerre mondiale

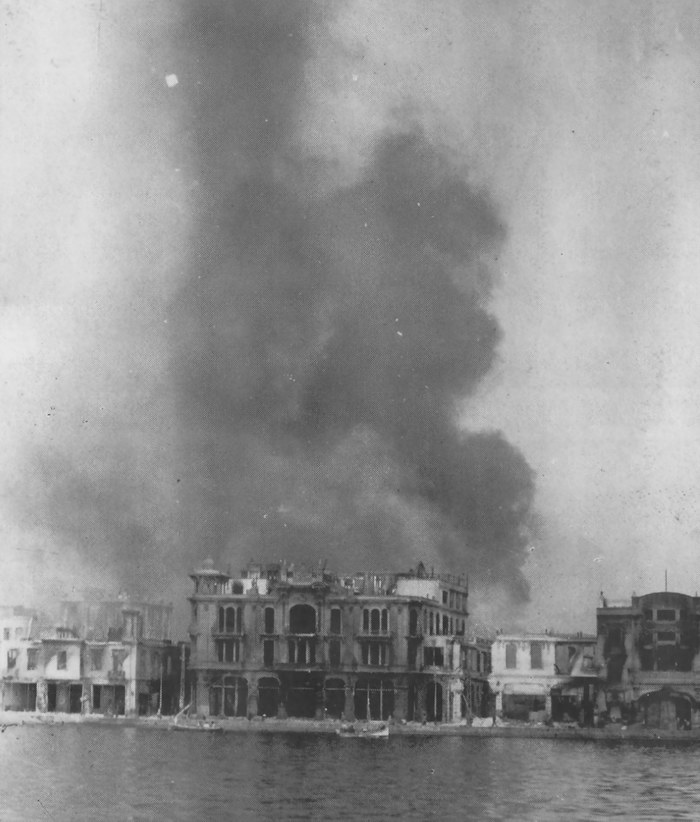
Les actes de bravoure de Rotha Lintorn-Orman pendant le Grand incendie de Thessalonique en 1917 lui valent par deux fois la Croix de Charité.

Durant la Première Guerre mondiale, Rotha Lintorn-Orman se porte volontaire pour participer à l'effort de guerre en tant qu'ambulancière et rejoint la Women's Reserve Ambulance. Elle est ensuite transférée en Serbie en 1916 aux Scottish Women's Hospitals, où elle se fait remarquer par ses actes de bravoure : en Thessalonique lors du Grand incendie de 1917, elle obtient par deux fois la Croix de Charité pour le motif « bravoure dans l’action »,, et acquiert la popularité d'une héroïne de guerre. Cependant, elle contracte le paludisme en 1917 et doit donc retourner en Grande-Bretagne ; elle souffre toute sa vie des symptômes permanents de la maladie, qui selon le politologue Nick Toczek ont contribué à ses addictions de fin de vie.
Traumatisée par la guerre,,,, Rotha Lintorn-Orman commence à s'adonner à l'alcool et aux drogues, à se couper les cheveux très court et à se vêtir comme un homme, ce qui lui vaut le qualificatif de « femme masculine ». L'historienne Barbara Farr émet l'hypothèse que le niveau de violence et de destruction qu'elle a observé au front lui fait craindre toute sa vie une situation similaire pour l'Empire britannique,.
De retour au pays, Lintorn-Orman s'installe dans une ferme laitière du Somerset, rejoint la Croix-Rouge britannique et devient directrice de 1917 à 1918 de l'auto-école de Devonshire House, chargée de former des ambulanciers pour la guerre,.

### Création des British Fascists

Emblème du parti de Rotha Lintorn-Orman, les British Fascists, que portent les partisans sur un badge.

Admirative de Benito Mussolini qui a terrassé le communisme en Italie et persuadée que le socialisme menace l'Empire britannique, elle crée le 6 mai 1923, à l'âge de 28 ans, un parti royaliste, impérialiste, réactionnaire, chrétien, anti-communiste et peut-être anti-démocratique : les British Fascisti, qu'elle renomme en British Fascists LTD le 7 mai 1924 sous l'impulsion de Robert Blakeney pour éviter des accusations d'influence étrangère. La création du parti est permise par l'aide financière de sa mère pour la somme de 50 000 £,, et par l'appui d'officiers recrutés via le journal Patriot ou The Patriot,,.
Le parti prend rapidement de l'ampleur, rejoint chaque semaine par des centaines de nouveaux membres à la fin de l'année 1924,. Le parti prétend ainsi à la fin de 1923 compter 100 000 membres, 160 000 membres (dont un sixième de femmes) en 1925 et 185 000 membres en 1926. L'auteur Henry Hemming évalue plutôt pour 1925 le nombre de partisans en dizaines de milliers, et les intellectuels Robert Benewick et Nick Toczek estiment à quelques milliers le nombre maximum de membres au cours de l'existence du parti,. Richard Griffiths souligne cependant qu'il n'y a aucune preuve permettant de savoir si le nombre de membres se compte en milliers, dizaines de milliers ou centaines de milliers.
Dans le but de protéger les enfants de l'endoctrinement communiste, Rotha Lintorn-Orman crée à l’été 1925 des clubs comparables au scoutisme, les Fascist Children’s Clubs (FCC),, ce qu'elle considère comme l'un des plus importants projets réalisés par le parti,. Les activités au sein des clubs consistent en des chants patriotiques, des jeux et des distributions de livres. Pour célébrer Noël en 1925 dans les FCC, Rotha Lintorn-Orman décide de se déguiser en Père Noël devant 600 enfants,. En février 1926, son parti déclare que les FCC comptent 1 000 adhérents. Les FCC s'éteignent en 1934.
En plus de ces clubs pour enfants, Rotha Lintorn-Orman défend l'intégration des femmes au sein du parti, avec notamment la création de groupes paramilitaires féminins et l'intégration de femmes au comité exécutif,.

### Effritement du parti
De nombreux membres des British Fascists voient Lintorn-Orman comme une personnalité conflictuelle, chaotique, indécise, anormale, excentrique, paranoïaque,, et mégalomane ; ils lui reprochent par ailleurs de préconiser des politiques trop éloignées de la doctrine mussolinienne. Ainsi, une première scission provoque à l'automne 1924 le départ d'une soixantaine de membres qui créent le National Fascisti,.

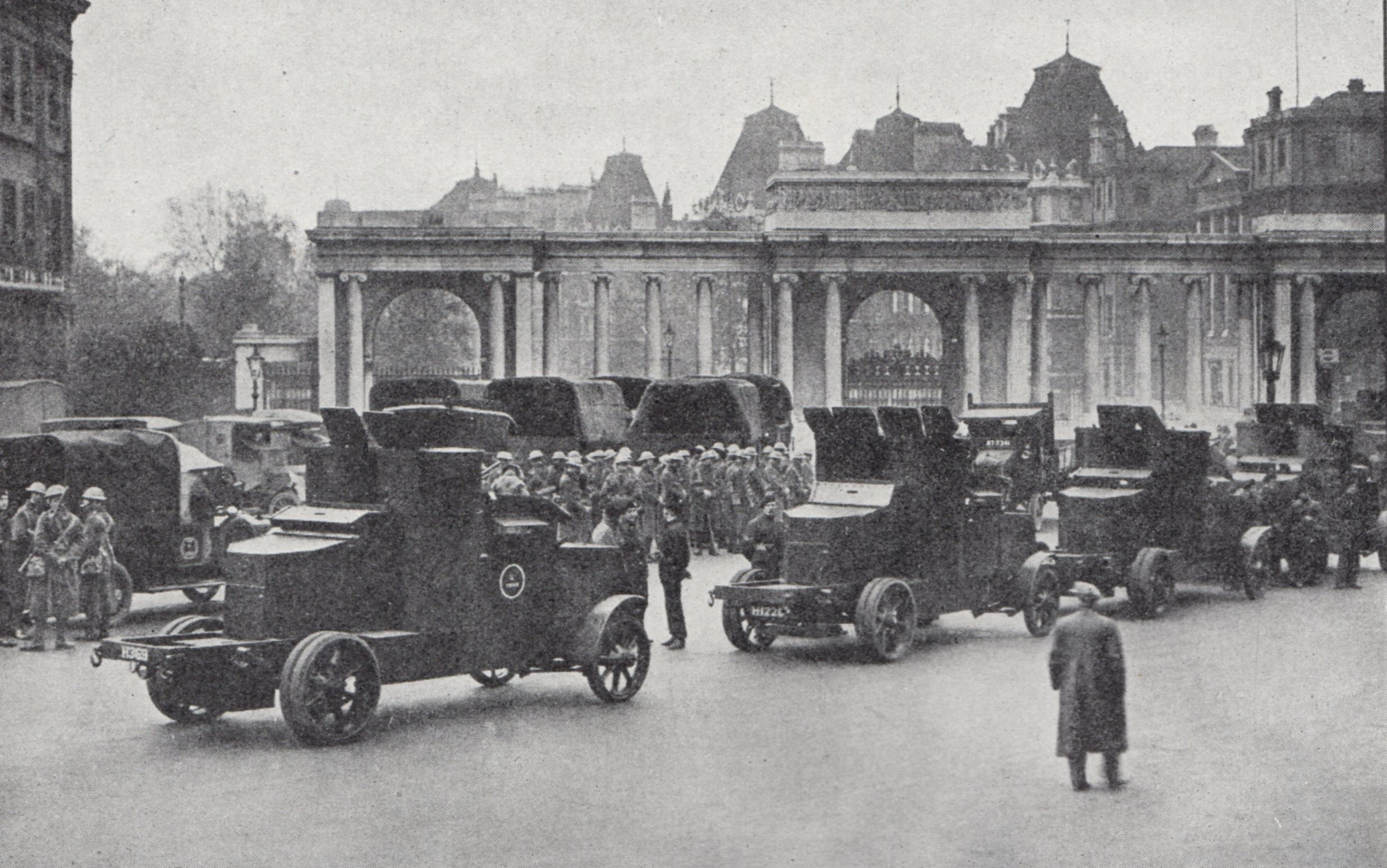
La grève générale de 1926 provoque des tensions internes et décrédibilise le parti aux yeux du public.

Au printemps de 1926, à l'approche de la grève générale, le parti subit des tensions internes : Lintorn-Orman refuse les demandes du Premier ministre Stanley Baldwin de se conformer aux principes démocratiques pour pouvoir rejoindre le mouvement gouvernemental Organisation for the Maintenance of Supplies, notamment le fait de retirer la mention fasciste du nom du parti ; les British Fascists ne peuvent donc plus participer officiellement à la grève générale, ce qui provoque le départ de nombreux membres. Lintorn-Orman prévoyait que la grève générale donnerait lieu à une révolution communiste spectaculairement violente dont elle pensait qu’elle et son parti étaient les seuls à pouvoir l’étouffer pour sauver l'Empire du judéo-bolchevisme. Mais contrairement à cette prévision, la grève est peu violente et les faits de violence diminuent rapidement. Les autorités accusent même les fascistes d'avoir plus engendré que calmé la violence. Le parti perd ainsi en crédibilité, aussi bien en son sein que dans l’opinion publique,,,.
Pour ces deux raisons, le parti ne compte désormais plus que quelque 300 membres. De 1925 à 1928, ses revenus annuels chutent ainsi de 91 %, de 6 848 £ à 604 £, et baissent en moyenne à 400 £ à partir de 1929,. Le parti peine par ailleurs à construire un projet politique cohérent, ne se reposant que sur des idéaux anticommunistes et royalistes,.

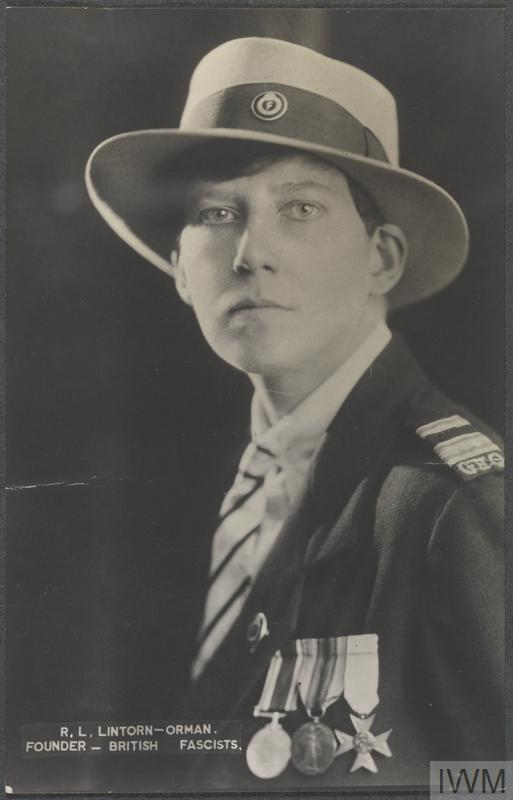
Rotha Lintorn-Orman en 1929.

Au fil du temps, les officiers quittent le parti ; en 1929, le comité exécutif n’est plus constitué que de deux employés, un conducteur de tramway et l'assistant d'un prêteur sur gage.
À partir de 1932, le parti British Union of Fascists d'Oswald Mosley prend de l'ampleur et fait perdre des adhérents au parti de Lintorn-Orman, en partie car le British Union of Fascists propose des politiques plus proches du fascisme. Malgré des négociations en octobre 1932 et en juillet 1934 entre le nouveau président du parti Henry Christopher Bruce Wilson et Oswald Mosley, elle refuse catégoriquement une fusion entre les deux partis,,, en partie car elle considère la British Union of Fascists comme hostile aux femmes et elle qualifie Mosley de quasi-communiste,.

### Fin de vie

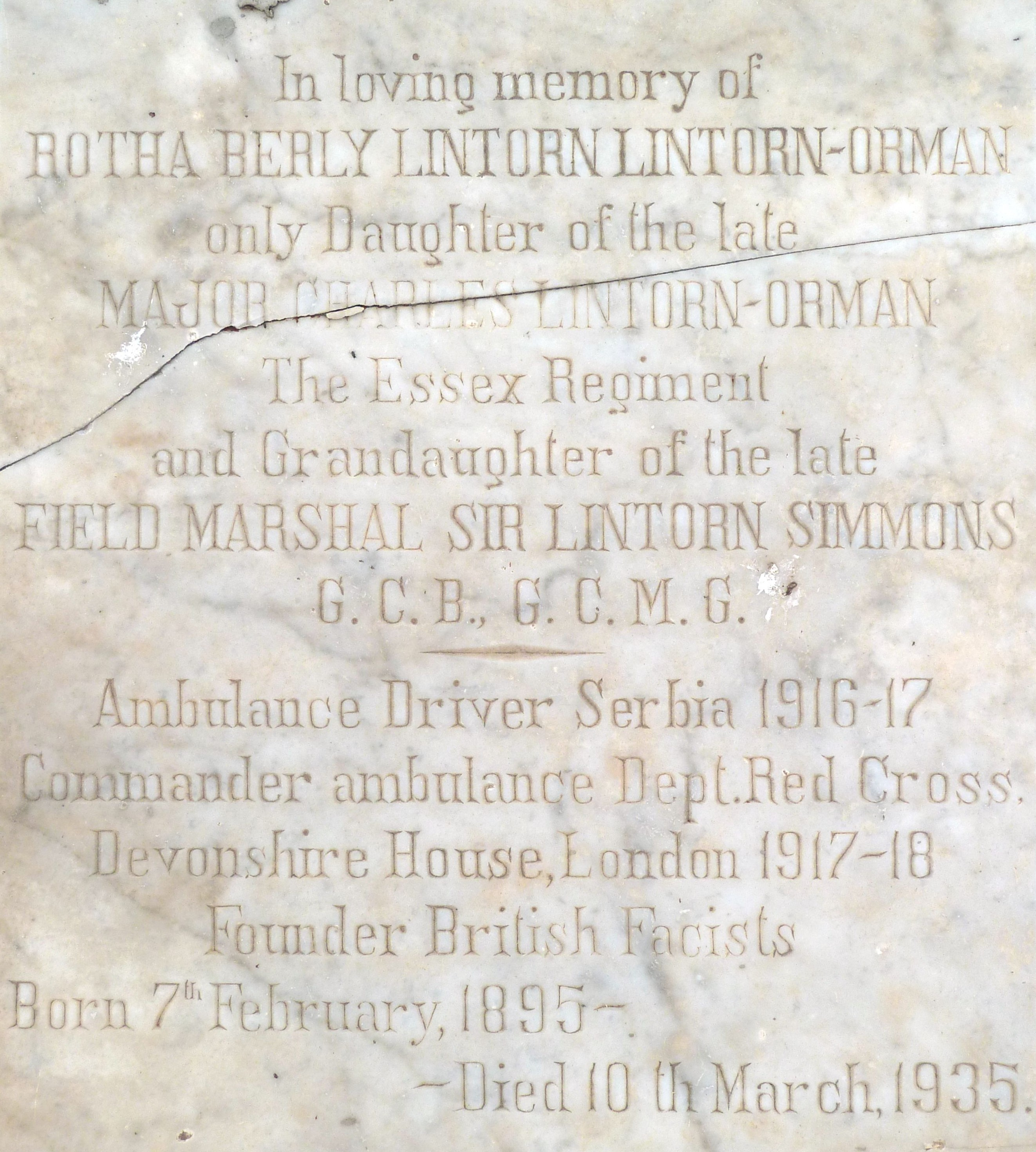
Tombe de Lintorn-Orman.

Face à la baisse drastique de popularité de son parti et aux agressions physiques perpétrées par la British Union of Fascists, Lintorn-Orman sombre dans l'alcoolisme et peut-être dans la drogue, ce qui dégrade sa santé ; elle souffre ainsi d'une crise cardiaque en juillet 1932. Une rumeur répandue par certains de ses amis et par sa mère Blanche Lintorn-Orman prétend qu'elle participerait à des orgies alcoolisées,.
La relation avec sa mère empire lorsque celle-ci l'accuse d'entretenir une relation lesbienne. De plus, convaincue que les membres restants des British Fascists manipulent Rotha Lintorn-Orman en se servant de ses addictions pour lui soutirer de l'argent, Blanche Lintorn-Orman supprime en 1933 ses aides financières, ce qui aggrave la situation du parti,.
Alors que la santé de Rotha Lintorn-Orman décline, sa peur de la révolution communiste s'accroît ; elle avertit fréquemment et sans preuve la police au sujet de prétendus coups d’État communistes qui seraient en préparation, ce qui ne fait que discréditer le parti.
À partir de 1934, Rotha Lintorn-Orman est soignée pour une maladie liée à l'alcoolisme et elle en meurt le 10 mars 1935 à l'âge de 40 ans à Las Palmas en Espagne, où se trouve sa sépulture.
Les British Fascists se dissolvent en juillet 1935, en conséquence de la mort de Lintorn-Orman selon Rob May et Julie Gottlieb,, tandis que selon Richard Griffiths ce serait plutôt en raison de sa déroute financière et de la montée en popularité de la British Union of Fascists, bien que Julie Gottlieb fasse le lien entre le manque de moyens financiers du parti et la mort de Lintorn-Orman[pas clair].

## Doctrine

### Fascisme
La nature authentiquement fasciste de Rotha Lintorn-Orman et de son parti est sujette à controverse entre intellectuels, les uns (Robert Benewick, Rob May, Régis Boussières) considérant que le parti adopte clairement une doctrine fasciste, ce que les autres (Edward White, James Loughlin, Julie Gottlieb, Nick Toczek, Robert Hutton, Richard Griffiths) réfutent car le parti ne proposait aucune politique qui se distinguait du conservatisme classique. Henry Hemming précise que la majorité des historiens penchent plutôt pour le second camp.
Nick Toczek et Robert Hutton vont jusqu'à dire que Rotha Lintorn-Orman ignorait ce qu'était réellement le fascisme, qu'elle se déclarait fasciste davantage par fascination pour Benito Mussolini que par conviction et qu'elle cherchait à créer un service national patriotique et anticommuniste plutôt qu'à devenir Première ministre,. Colin Cross affirme quant à lui que Rotha Lintorn-Orman et son parti se proclamaient fréquemment « apolitiques » et soutenaient simplement le Parti conservateur.
Le fasciste britannique Arnold Leese, partisan des British Fascists de 1924 à 1928, explique en 1951 que le parti n'était rien de plus qu'un « conservatisme avec des couilles ».

### Anticommunisme
D'après Rotha Lintorn-Orman, l'Empire britannique, aussi bien dans ses colonies que dans la nation mère, est rongé par les valeurs modernes et s'apprête à subir des soulèvements communistes. Elle blâme l’État britannique de ne pas être assez réactif, :

« C'est un enjeu incontournable que de mettre un terme à la vile maladie qui nous a entraînés dans la déplorable situation actuelle. La mollesse, le sentimentalisme, les compromis flasques […] font partie des nombreux symptômes de la maladie. […] Nous nous dirigeons tout droit vers le précipice,,. »

### Féminisme
Le fait que Lintorn-Orman défende le droit de vote des femmes est sujet à controverse parmi les historiens : Edward White soutient notamment que Lintorn-Orman y était clairement hostile puisque anti-démocratique, alors que Julie Gottlieb affirme que les motivations anti-démocratiques de Lintorn-Orman sont exagérées, puisqu'elle ne souhaitait qu'élever le droit de vote à 25 ans et accorder le droit de vote tant aux hommes qu'aux femmes.
De manière consensuelle, les historiens s'accordent à dire qu'elle défend le devoir et peut-être le droit des femmes de servir l’État, ce qui lui vaut l’appellation de « féministe fasciste »,. Elle explique en juin 1934 :

« Les femmes détiennent un pouvoir politique ! Laissons-les l’utiliser pour leur pays ! Les femmes sont presque sur un pied d’égalité avec les hommes dans les affaires ! Laissons-les penser au bien-être des générations futures en enseignant aux enfants que les entreprises britanniques sont les meilleures ! Les femmes dominent le noyau de l’existence : le foyer, ! »

— Rotha Lintorn-Orman, « Women's Loyalty », British Fascism, no 4
Selon les historiens David Jarvis et Julie Gottlieb, Rotha Lintorn-Orman ne cherchait pas qu'à promouvoir l'égalité des deux genres, mais également à valoriser l'ascendant de la femme sur l'homme dans la sphère familiale ; Jarvis explique que « la propagande du parti présentait souvent la femme comme la réelle détentrice du pouvoir dans le foyer — à la fois source d’autorité parentale, gestionnaire du budget familial et influence la plus décisive sur le vote de la famille »,.
Cependant, cela ne l'empêche pas de prôner un « retour à la virilité,, », de rejeter le qualificatif de féministe et de nommer des hommes présidents du parti. Le refus d'une doctrine explicitement féministe fait dire à l'historienne Julie Gottlieb que Rotha Lintorn-Orman ne peut pas être qualifiée de « féministe fasciste », et Gottlieb conteste des historiens tels que Barbara Farr qui l'associent au féminisme.

### Nationalisme
Rotha Lintorn-Orman est viscéralement nationaliste et impérialiste. Elle prône la défense de la patrie et de la monarchie ; ceux qui ne se plieraient pas à cette exigence sont à ses yeux des parias parmi les humains,.
De plus, dès 1924, Rotha Lintorn-Orman est explicitement hostile à l'immigration et aux étrangers de tout pays ; elle déclare notamment que seuls les Britanniques de naissance et de race devraient pouvoir être candidats au Parlement et servir l’État. Elle se radicalise dans les années 1930, affirmant que les étrangers et les Juifs devraient être écartés du vote, des fonctions publiques, financières et industrielles et de la culture britannique.

### Antisémitisme
Contrairement à certains de ses compères au sein du parti, Rotha Lintorn-Orman refuse d'abord de développer une doctrine particulièrement antisémite ; mais elle devient elle-même antisémite assez tard dans sa vie, dans les années 1930, en regroupant les Britanniques juifs avec les étrangers,.

## Historiographie
D'après l'historienne Julie Gottlieb, la rareté et l'inexactitude des informations concernant Rotha Lintorn-Orman s'expliquent par le fait que le parti a été rapidement éclipsé par la British Union of Fascists et que la grande majorité de ses dirigeants ont fini par rejoindre celle-ci : dès lors, il y avait peu d'intérêt pour les historiens du XXe siècle à étudier les British Fascists.

## Décorations
- Poisson d'Argent, entre 1910 et 1917[7] ;
- double Croix de Charité, 1917[9].

## Publications
- (en) « Fascist Sunday Schools and Kitchen Meetings », The Fascist Bulletin,‎ 13 juin 1925
- (en) « The Ideals of British Fascism », The Fascist Bulletin,‎ 26 septembre 1925
- (en) « Fascism Revived », The Fascist Bulletin,‎ 1er mai 1926
- (en) « Summary of Policies and Practice », British Fascism,‎ avril 1931
- (en) « British Fascist Women’s Units and British Fascist Children’s Clubs », British Fascism,‎ mai 1934
- (en) « Women's Loyalty », British Fascism, no 4,‎ juin 1934

### Citations originales
1. ↑  « gallantry in action »
2. ↑  « mannish woman » (terme péjoratif[15])
3. ↑  « We are all anti-Red and we are proud of it,

All Britons, and singing aloud of it.

If Red, White and Blue aren't good enough for you,

And if you don't like the Empire — clear out of it. »
4. ↑  non-political
5. ↑  « Conservatism with knobs on »
6. ↑  « it is a definite challenge to put an end to the vile disease that has brought us to our present deplorable condition. Softness, sentimentalism, flabby compromise […] are amongst the many symptoms of the malady. […] we are drifting fast towards the rapids. »
7. ↑  « return to VIRILITY »